# 林銑十郎
林銑十郎（日语：／ Hayashi Senjūrō，1876年2月23日—1943年2月4日），日本石川縣石川郡上鶴間町（今石川縣金澤市）人，內閣總理大臣、内閣参議。

## 生平

### 出身
林銑十郎出生于石川县金泽市。1894年7月甲午战争爆发后自第四高校退學，进入陸軍士官學校第8期步兵科。1896年11月26日毕业時，为該期206名學生中第92名。1897年6月28日被任命为步兵少尉，分發至駐紮金泽的第七聯隊。 陆军大学毕业后，与林初二结婚，育有四子四女。

### 軍旅生涯
1904年隨駐金泽的第9师团参加日俄战争，在步兵第6旅团参與围攻旅顺的行动。 攻打旅順港、蟠龙山东炮台时，他拒绝了撤退命令，率领剩余70名士兵占领了炮台。因為此次戰功，林銑十郎獲得「鬼大尉」的封號，第3军司令官乃木希典大将還親自致函表扬。
1911年3月，他在一名士官的陪同下，60天徒步走完朝鲜全境，回報防卫措施。1913年赴德國、英国留學。在柏林，他与真崎甚三郎和永田铁山成为朋友。 大正末年被任命为东京湾要塞司令，當時他被認為即將被編入预备役，但由于演习中表现出色，加上真崎的帮助，他得以繼續軍旅生涯。
1926年起先后担任陆军大学校长、教育總監部本部長、近衛师团长。
1931年9月，满洲事变爆发時出任朝鲜军司令，指揮两个师团。 不待上級命令直接率領麾下的第39混成旅自行渡过鸭绿江，贏得「越境将军」的稱號。
1932年4月晋升为大将，接任「陆军三長官」之一的教育總監。
1934年1月，陆军大臣荒木贞夫因病辭任，原屬意由真崎甚三郎繼任，但参谋總长閑院宮載仁親王元帥與真崎有私怨，强烈建议林銑十郎接任陆军大臣。最後真崎轉任教育总监和军事參議官，林銑十郎成為斋藤實内阁、岡田啟介內閣的陆军大臣。此时，陸軍出身舊加贺藩的將校軍官眾多，被稱為「加贺军」。 此外，林銑十郎又任命永田铁山少将擔任陸軍省內最高級政策參謀的軍務局局長，進一步激化陸軍內部統制派与皇道派的矛盾。1935年7月，林銑十郎免除经常干涉陸軍人事的皇道派领袖真崎甚三郎的教育總監職務。這個作法得到参谋總长閑院宮載仁親王和軍事参議官渡邊錠太郎的支持，卻種下次年的二二六事件的禍因。
1935年8月12日，陆军省军务局局长永田鐵山被相泽三郎中佐刺殺（相泽事件）。 林銑十郎辭去陆军大臣。
1937年2月2日出任日本第33任首相，自兼外務大臣、文部大臣；閣員大藏大臣結城豐太郎也兼拓務大臣，被譏為「二人三腳內閣」。
1943年2月4日因腦溢血在家中去世。

### 其他
林本人不是穆斯林，卻是伊斯蘭教專家，還曾擔任由在日本的穆斯林组成的大日本伊斯兰协会的会长。

## 外部連結
| 官衔                                                               | 官衔                                             | 官衔                |
| ------------------------------------------------------------------ | ------------------------------------------------ | ------------------- |
| 內閣                                                               |                                                  |                     |
| 内閣参議 1940年10月3日－1941年10月22日                             |                                                  |                     |
| 前任： 廣田弘毅                                                    | 內閣總理大臣 1937年2月2日－1937年6月4日          | 繼任： 近衛文麿     |
| 外務省                                                             |                                                  |                     |
| 前任： 有田八郎                                                    | 外務大臣 1937年2月2日－1937年3月3日              | 繼任： 佐藤尚武     |
| 文部省                                                             |                                                  |                     |
| 前任： 平生釟三郎                                                  | 文部大臣 1937年2月2日－1937年6月4日              | 繼任： 安井英二     |
| 陸軍省                                                             |                                                  |                     |
| 前任： 荒木貞夫                                                    | 陸軍大臣 1934年1月23日－1935年9月5日             | 繼任： 川島義之     |
| 军职                                                               |                                                  |                     |
| 軍事參議院                                                         |                                                  |                     |
| 軍事參議官 1935年9月5日－1936年3月6日 1932年5月26日－1934年1月23日 |                                                  |                     |
| 朝鮮軍                                                             |                                                  |                     |
| 前任： 南次郎                                                      | 司令官 1930年12月22日－1932年5月26日             | 繼任： 川島義之     |
| 近衛師團                                                           |                                                  |                     |
| 前任： 長谷川直敏                                                  | 師團長 1929年8月1日－1930年12月22日              | 繼任： 岡本連一郎   |
| 教育總監部                                                         |                                                  |                     |
| 前任： 武藤信義                                                    | 教育總監 1932年5月26日－1934年1月23日            | 繼任： 真崎甚三郎   |
| 前任： 岸本鹿太郎                                                  | 本部長 1928年8月10日－1929年8月1日               | 繼任： 林仙之       |
| 前任： 金谷範三                                                    | 陸軍大學校長 1927年3月5日－1928年8月10日         | 繼任： 荒木貞夫     |
| 東京灣要塞                                                         |                                                  |                     |
| 前任： 古賀啓太郎                                                  | 司令官 1926年3月2日－1927年3月5日                | 繼任： 二子石官太郎 |
| 第1師團                                                            |                                                  |                     |
| 前任： 福原佳哉                                                    | 步兵第2旅團57聯隊長 1918年7月24日－1920年1月30日 | 繼任： 野口猪雄次   |

1. ↑  此时为大日本帝国，天皇握有实权，首相听从天皇意旨行政。